# سنت جانز (آریزونا)
سینت جانز (به انگلیسی: St. Johns) شهری در شهرستان آپاچی ایالت آریزونا است که در سرشماری سال ۲۰۱۰ میلادی، ۳٬۴۸۰ نفر جمعیت داشته است. سینت جانز، به‌طور رسمی در تاریخ ۱۹۴۶ میلادی به‌عنوان یک شهر شناخته شد.